# Bernd Wutzler
Bernd Wutzler (* 20. August 1954; † 11. Juni 2023) war ein deutscher Fußballspieler. Er spielte in den 1970er-Jahren für die Betriebssportgemeinschaft (BSG) Sachsenring Zwickau in der DDR-Oberliga, der höchsten Liga im DDR-Fußball.

## Sportliche Laufbahn
Erste Spiele im Männerbereich bestritt Bernd Wutzler in der Saison 1973/74 mit der 2. Mannschaft von Sachsenring Zwickau in der zweitklassigen DDR-Liga. Von den 22 ausgetragenen Punktspielen absolvierte er 16 Begegnungen. Als Stürmer wurde er in der Hinrunde regelmäßig eingesetzt, während er in der Rückrunde nur noch viermal spielte und so auf insgesamt 16 Einsätze kam. Dabei war er mit zwei Toren erfolgreich. 1974/75 war er in der 2. Mannschaft mit 20 Punktspielteilnahmen Stammspieler. Hauptsächlich als Linksaußenstürmer aufgeboten erzielte er drei Tore. Am letzten Spieltag der Oberligasaison gab Wutzler seinen Punktspieleinstand in der 1. Mannschaft der BSG Sachsenring. In der 55. Minute wurde er für den Stürmer Werner Bräutigam eingewechselt. In der Spielzeit 1975/76 war Wutzler für Sachsenring Zwickau in fünf Wettbewerben vertreten. Die meisten Spiele bestritt er wieder mit der 2. Mannschaft, in der er in 18 Punktspielen eingesetzt wurde und mit sieben Treffern Torschützenkönig der Mannschaft wurde. In der Oberliga kam er zehnmal zum Einsatz. Während er dort in der Hinrunde nur Einwechselspieler war, aber ein Tor schoss, hatte er in der Rückrunde als Stürmer vier Vollzeiteinsätze. Im DDR-Fußballpokal bestritt er alle fünf Spiele der Zwickauer, allerdings nur eine Partie über 90 Minuten. Als Pokalsieger von 1974 beteiligte sich die BSG Sachsenring am Europapokal der Pokalsieger 1975/76 und drang bis in das Halbfinale vor. Wutzler wurde im Viertelfinalhinspiel gegen Celtic Glasgow in der 66. Minute für Stürmer Michael Braun eingewechselt. Die ständige Präsenz in der Vorsaison brachte Wutzler zur Spielzeit 1976/77 die Nominierung für die Oberligamannschaft ein. Allerdings wurde Wutzler schon im November 1976 zum Wehrdienst in der Nationalen Volksarmee eingezogen. So kam er in der Oberliga nur zu zwei Spielen als Einwechsler und in der Nachwuchsoberliga (Nachfolge der 2. Mannschaft) zu vier Spielen.
Während seiner Armeezeit konnte Bernd Wutzler bei der Armeesportgemeinschaft (ASG) Vorwärts Dessau weiter in der DDR-Liga Fußball spielen. In der Rückrunde der Saison 1976/77 wurde er bei Vorwärts am 15. Spieltag erstmals Linksaußenstürmer eingesetzt. Bis zum Ende dieser Spielzeit kam er nur noch in zwei weiteren Vollzeitspielen zum Einsatz. während er in drei Begegnungen nur Einwechsler war. Am letzten Spieltag schoss er sein einziges Ligator für die ASG, als er nach 20 Minuten Einsatz in der letzten Minute den 1:0-Siegtreffer für seine Mannschaft erzielte. In der Hinrunde der Spielzeit 1977/78 wurde Wutzler bei Vorwärts Dessau noch zehnmal in der DDR-Liga aufgeboten, davon nur dreimal als Stürmer in Vollzeit. Anschließend beendete Bernd Wutzler seine Laufbahn als Fußballer im höheren Ligenbereich.
Später engagierte er sich beim Frauenfußball, wo er unter anderem beim DFC Westsachsen Zwickau als Trainer und Vereinsvorsitzender tätig war.